# Домицилий
Домицилий (домициль — местопребывание) — юридический термин, означающий, в случае частных лиц, место постоянного проживания.

## В различных государствах

### Великобритания
Понятие отличается от обычного понятия «вида на жительство» Великобритании, которое, по сути означает просто «право проживания в стране» и не имеет юридического значения в налоговом праве. Домицилий не следует путать с национальностью или гражданством.
Термин в основном применяется в налоговом праве, но отличается от понятия налоговый резидент. Домицилий частного лица определяет налоговый статус, в частности, влияет на налог на наследство и налог на прирост капитала.
Существует домицилий по рождению и по выбору. Первый получается при рождении, и в большинстве случаев наследуется от отца. Начиная с 16 лет домицилий можно менять. Человек может быть резидентом одновременно в нескольких странах или иметь больше одного гражданства, но домицилий может быть только один. Лица, прожившие в Великобритании в статусе резидента 17 из 20 лет, автоматически приобретают домицилий Великобритании.